# 서울영등포소방서
서울영등포소방서(서울永登浦消防署, Seoul Yeongdeungpo Fire Station)는 서울특별시 영등포구를 관할하는 서울특별시 소방재난본부 산하의 소방서이다.
소방서장은 소방정으로 보한다.

## 조직
| - 소방행정과 - 소방행정팀 - 장비회계팀 - 홍보교육팀 | - 재난관리과 - 대응총괄팀 - 구조팀 - 구급팀 | - 예방과 - 예방팀 - 검사지도팀 - 위험물안전팀 | - 현장대응단 - 지휘팀 - 진압대 - 구조대 |

## 관할센터 및 관할구역
서울영등포소방서는 4개의 119안전센터와 1개의 현장대응단을 산하에 두고 있다.
| 명칭                        | 사진 | 주소            | 관할구역                                                    | 지역대 |
| --------------------------- | ---- | --------------- | ----------------------------------------------------------- | ------ |
| 서울영등포소방서 현장대응단 |      | 문래로 197      | 영등포동, 도림동, 문래동, 신길 3동 단, 구조는 영등포구 일원 |        |
| 여의도119안전센터           |      | 의사당대로 162  | 여의도동                                                    |        |
| 당산119안전센터             |      | 양평로 70-1     | 당산동, 양평동                                              |        |
| 대림119안전센터             |      | 도림로 212      | 대림동, 신길 5·6동                                          |        |
| 신길119안전센터             |      | 영등포로84길 31 | 신길 1·2·4·7동                                              |        |

## 사건사고
- 1970년 4월 10일에 화재 현장에서 인명을 구조하던 소방관 1명이 순직하였다.[5]
- 1994년 6월 1일에 화재를 진압하던 소방관 1명이 순직하였다.[6] 이 소방관은 소방공무원이 경찰공무원으로부터 분리된 이후 최초로 국립묘지에 안장되었다.[7]

## 같이 보기
- 대한민국 소방청
- 대한민국의 소방
- 소방관 계급